# Rodolfo Graziani
Rodolfo Graziani, Marchese di Neghelli (født 11. august 1882, død 11. januar 1955), var en italiensk officer som ledte militære ekspeditioner i Afrika før og under 2. verdenskrig.  

## Militærkarriere
Rodolfo Graziani blev født i Filettino (i nærheden af byen Frosinone) i Italien. Han gjorde tjeneste i 1. verdenskrig og blev den yngste oberst i den kongelige italienske hær. 

### I Libyen
I 1920'erne havde Graziani kommandoen over de italienske styrker i Libyen. Han havde ansvaret for pacificering af Senussi rebellerne. Under denne såkaldte pacificering var han ansvarlig for opbygningen af adskillige koncentrationslejre og arbejdslejre hvor titusinder af libyske fanger døde eller blev dræbt ved hængning, såsom Omar Mukhtar, af kugler eller indirekte ved sult og sygdom. Hans handlinger gav ham øgenavnet "Slagteren fra Libyen" blandt araberne, mens italienerne kaldte ham fredsskaberen fra Libyen ("Pacificatore della Libia").
Fra 1926 til 1930 var Graziani viceguvernør af Italiensk Cyrenaica i Libyen.  I 1930 blev han guvernør over Cyrenaica og beholdt denne stilling til 1934, hvor det blev besluttet at der var brug for ham andetsteds. I 1935 blev Graziani guvernør over Italiensk Somaliland.  

### I Etiopien
Fra 1935 til 1936 under den Anden italiensk-abessinske krig havde Graziani kommandoen over den sydlige front.  Hans arme invaderede Etiopien fra Italiensk Somaliland og han ledede de italienske styrker i Slaget om Genale Doria og slaget om Ogaden. Grazianis indsats i syd stod i skyggen af hovedinvasionen, som foregik fra Eritrea under ledelse af general Emilio De Bono og fortsatte under Marskal Pietro Badoglio. Det var Badoglio og ikke Graziani som indtog Addis Ababa i triumf efter hans "Jernviljens march".  Men det var den hensynsløse Graziani som sagde:  "Il Duce får Etiopien, med eller uden etiopierne."
Addis Ababa faldt til Badoglio den 6. maj 1936.  Graziani havde ønsket at nå Harar inden Badoglio nåede Addis Ababa, men det mislykkedes. Alligevel blev Graziani den 9. maj forfremmet til marskal af Italien for sin rolle som kommandør på den sydlige front. 
Efter krigen blev  Graziani udnævnt til vicekonge og generalguvernør af Etiopien. Graziani overlevede et attentatforsøg den 19. februar 1937 og svarede igen med at gennemføre den efterfølgende blodige undertrykkelse, hvor ca. 30.000 etiopiere blev myrdet på blot tre dage. Han blev kendt som "slagteren fra Etiopien".
Fra 1939 til 1941 var Graziani leder af hærens generalstab.

## I 2. verdenskrig
Ved begyndelsen af 2. Verdenskrig havde Graziani kommandoen over den 10. italienske arme, som var stationeret i Cyrenaica i Libyen. Han blev øverstkommanderende i Italiensk Nordafrika og generalguvernør over Libyen efter Italo Balbos død.  Balbo blev dræbt, da hans fly blev skudt ned af italiensk antiluftskyts den 28. juni 1940. 
Den italienske diktator Benito Mussolini gav oprindelig Graziani frist til 8. august til at indlede en invasion af Egypten. Graziani udtrykte tvivl om sin stort set ikke-mekaniserede hærs evne til at besejre briterne, og udskød invasionen så længe som han kunne. Under trussel om degradering fulgte Graziani til sidst sine ordrer, og dele af 10. arme invaderede Egypten den 9. september. De italienske tropper gjorde beskedne fremskridt i Egypten og opbyggede derefter en række befæstede lejre for at forsvare deres stilling. I 1941 tog Graziani sin afsked, efter at briterne havde gennemført et modangreb og fuldstændigt besejret 10. arme i Operation Compass. 
Den 25. marts 1941 blev Graziani erstattet af General Italo Gariboldi. Graziani var den eneste af de italienske marskaller som forblev loyal overfor Mussoline efter Dino Grandis  kup i Det Fascistiske Storråd. Han blev udpeget til forsvarsminister i den Italienske sociale Republik og førte tilsyn med den blandede italiensk-tyske LXXXXVII "Liguriske" Arme. 
Ved krigens slutning tilbragte Graziani nogle få dage i San Vittore fængslet i Milano inden han blev overført til allieret kontrol. Han blev bragt tilbage til Afrika i britisk-amerikansk varetægt, og blev der indtil februar 1946. Allierede styrker følte da at faren for snigmord eller lynchning var drevet over og returnerede ham til Procida fængslet i Italien
I 1950 dømte en militærdomstol Graziani til fængsel i 19 år som straf for hans samarbejde med nazisterne, men han blev løsladt efter nogle få måneder. Han døde i Rom i 1955.  